# Georg Anastasiadis
Georg Anastasiadis (* 17. Mai 1965 in München) ist ein deutscher Zeitungsjournalist und Chefredakteur des Münchner Merkur.

## Leben
Anastasiadis ist Volkswirt.
Nach mehreren Jahren in verschiedenen Positionen beim Münchner Merkur, zuletzt als stellvertretender und kommissarischer Chefredakteur, wurde Anastasiadis als 51-Jähriger am 11. Juli 2016 vom Herausgeber Dirk Ippen zum Chefredakteur ernannt.
Er trat die Nachfolge von Bettina Bäumlisberger an, die nach knapp zwei Jahren ihren Posten zunächst an ihren Vorgänger Karl Schermann zurückgeben sollte. Schermann sagte jedoch aus gesundheitlichen Gründen ab.

## Auszeichnungen
- 2024: Bayerischen Verdienstorden